# Подезична кост
Подезичната кост (Os hyoideum) е кост, която се намира в човешкия врат и е единствената кост в човешкото тяло, която не е прикрепена към други кости. Тя спада към костите на лицевия череп (ossa faciei). Държи се от мускулите на врата и на свой ред поддържа корена на езика. Тя играе важна роля при преглъщането, фонацията (образуване на звуци) и отварянето на долната челюст като залавно място за мускулите, извършващи тези дейностти (виж горни и долни подезични мускули).
Подезичната кост представлява подковообразна структура на която могат ясно да се различат две малки рогчета (на латински: cornu minus ossis hyoidei) и две големи рогчета (на латински: cornu majus ossis hyoidei).